# وستول، کنت
وستول (به انگلیسی: Westwell) یک روستا و محله مدنی در بریتانیا است که در Ashford واقع شده‌است. وستول ۱۲٫۵۷ کیلومتر مربع مساحت و ۷۰۳ نفر جمعیت دارد.